# Bryum turgidum
Bryum turgidum är en bladmossart som beskrevs av George Arnott Walker Arnott 1825 [1826?. Bryum turgidum ingår i släktet bryummossor, och familjen Bryaceae. Inga underarter finns listade i Catalogue of Life.